# Gatchina

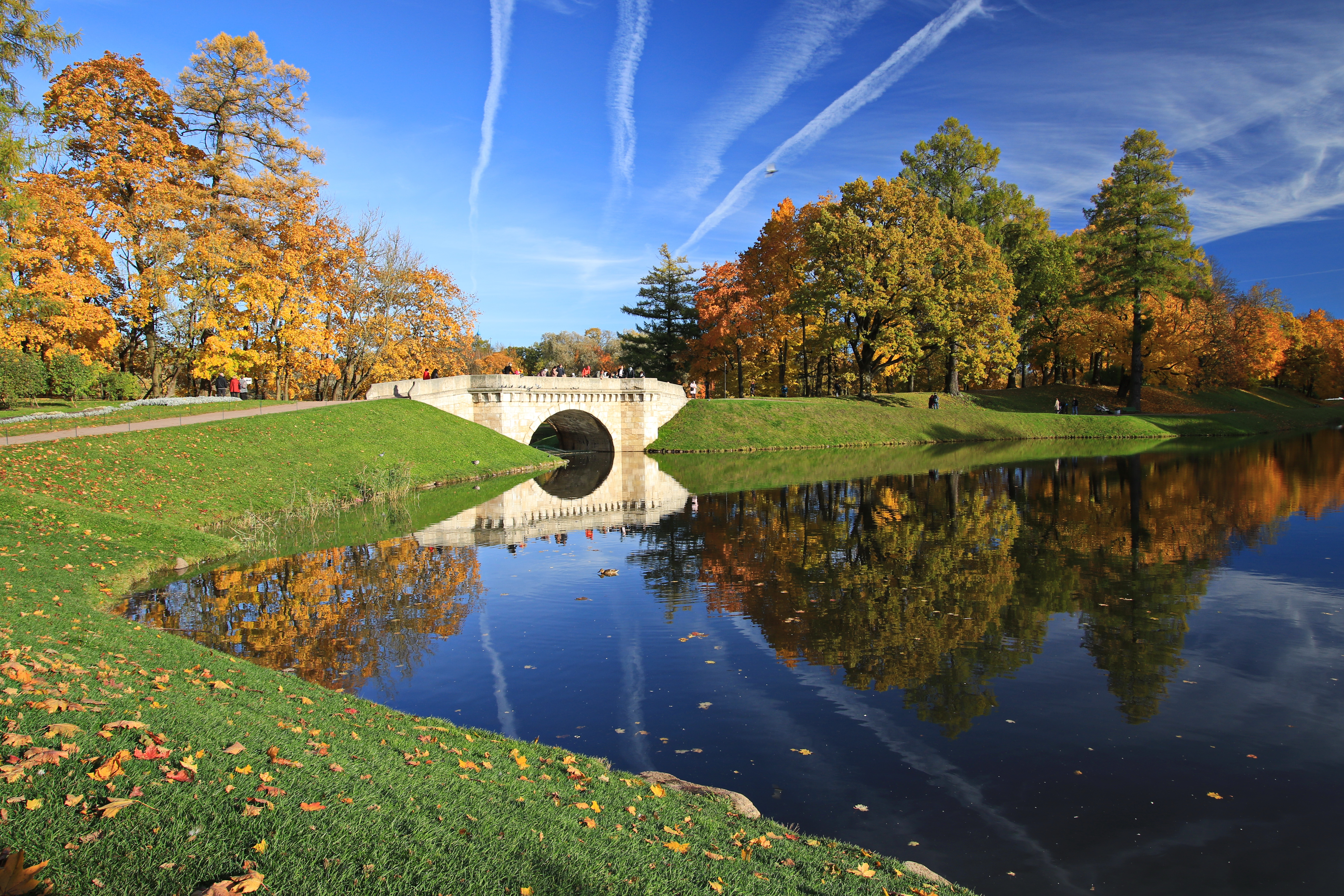
Le pont Karpin à Gatchina. Octobre 2018.

Gatchina (en russe : Гатчина, Gattchina) est une ville de l'oblast de Léningrad, en Russie, et le centre administratif du raïon de Gatchina. Sa population s'élevait à 95 186 habitants en 2017.
Elle est la capitale de l'oblast de Léningrad depuis le 3 avril 2023.

## Géographie
Gatchina est située à 44 km au sud-sud-ouest de Saint-Pétersbourg et à 616 km au nord-ouest de Moscou, sur l'autoroute et la ligne ferroviaire qui relient Saint-Pétersbourg à Pskov, elle possède plusieurs gares Gatchina Terminal-de-la-Baltique, Gatchina-Tovarnaya-Baltiyskaya, gare Gatchina-Varsovie, Plateforme-Marienbourg.

## Histoire
Gatchina est mentionné pour la première fois en 1499 ; la localité appartenait à la république de Novgorod qui venait d'être annexée par le grand-duché de Moscou. Gatchina fut épisodiquement rattaché à la Suède, en 1583-1595 et 1617-1721, comme l'ensemble de l'Ingrie, dont elle faisait partie. Le tsar Pierre le Grand fit don de Gatchina à sa sœur Natalia. En 1765, l'impératrice Catherine la Grande donna Gatchina à son favori, le prince Grigori Orlov. Celui-ci y fit édifier un palais de 600 pièces qui, pour la première fois en Russie, était entouré d'un jardin à l'anglaise. L'architecte Antonio Rinaldi fit construire un arc de triomphe à l'entrée du parc. L'intérieur du palais, de style classique, fut dessiné par Antonio Rinaldi et Vincenzo Brenna. Des artisans italiens et russes réalisèrent les peintures murales, le parquet et le mobilier italien.
À la mort du comte Orlov, en 1783, l'impératrice hérita du palais et en fit don à son fils, le grand-duc Paul Petrovitch, futur tsar Paul Ier de Russie. Celui-ci fit modifier le palais dans les années 1790, dans un style néoclassique et fit édifier dans le parc plusieurs ponts et pavillons. À la mort de Paul, le palais resta vacant quelque temps. Puis Alexandre III en fit de nouveau la résidence des tsars. Le dernier empereur russe Nicolas II passa sa jeunesse dans le palais. Il fut un temps détenu à Gatchina, après son abdication en 1917.
Une école d'aviation militaire fut ouverte à Gatchina en 1910 en même temps qu'une école similaire à Sébastopol ; elles furent les deux premières écoles de cette sorte en Russie.
En 1923, Gatchina fut renommé Trotsk (Троцк) en l'honneur de Léon Trotski. Mais, en 1929, après l'éviction de celui-ci du pouvoir, la ville fut rebaptisée Krasnogvardeïsk (Красногвардейск). Elle reprit son ancien nom en 1944.
Durant la Seconde Guerre mondiale, Gatchina fut occupée par l'Allemagne nazie à partir de l'été 1941. Son retrait en 1944 laissa le château dévasté. Sa restauration après guerre dura près de soixante ans.

## Population
Recensements (*) ou estimations de la population  :
| 1838  | 1856  | 1863   | 1897*  | 1926*  | 1939*  |
| ----- | ----- | ------ | ------ | ------ | ------ |
| 3 000 | 5 200 | 14 500 | 14 824 | 16 600 | 38 201 |

| 1959*  | 1970*  | 1979*  | 1989*  | 2002*  | 2010*  |
| ------ | ------ | ------ | ------ | ------ | ------ |
| 36 725 | 63 292 | 75 153 | 79 714 | 88 420 | 92 937 |

| 2012   | 2013   | 2014   | 2015   | 2016   | 2017   |
| ------ | ------ | ------ | ------ | ------ | ------ |
| 93 948 | 95 135 | 95 860 | 96 334 | 95 623 | 95 186 |

## Patrimoine
La ville est surtout célèbre pour son palais qui fut une des résidences des tsars. Le palais de Gatchina est inscrit sur la liste du patrimoine mondial de l'Unesco, avec d'autres monuments liés à Saint-Pétersbourg.

## Architecture
- Cathédrale Saint-Paul, construite entre 1846 et 1852
- Palais de Gatchina
- Prieuré hospitalier de Gatchina

## Culture
Il y a trois cinémas à Gatchina : le Pobeda, le Cubus et le Pilot. Depuis 1995, le festival du film russe Littérature et cinéma (ru) a lieu chaque année au cinéma Pobeda.

## Personnalités liées à la ville
- Alexander Bublik (joueur de tennis)

## Jumelages
- Espoo (Finlande)
- Eskilstuna (Suède)
- Ettlingen (Allemagne)
- Coatbridge (Royaume-Uni)